# Quesabirria
La quesabirria ("birria de formatge") (també anomenat tacos de birria o tacos vermells) és un plat mexicà que consta de carn de vedella cuita a l'estil de birria doblegada en una truita amb formatge fos i se serveix amb un costat de brou (en castellà: consomé) per submergir-lo. El plat, que té orígens a Tijuana, Mèxic, fet originalment amb carn de cabra, va guanyar popularitat als Estats Units a través d'Instagram. Ara es fa també amb altres carns, com la vedella i el pollastre.